# آن غاري
آن غاري (بالإنجليزية: Ann Garry)‏ هي فيلسوفة أمريكية، ولدت في 1943.